# Halecium wilsoni
Halecium wilsoni är en nässeldjursart som beskrevs av William Wirt Calkins 1899. Halecium wilsoni ingår i släktet Halecium och familjen Haleciidae. Inga underarter finns listade i Catalogue of Life.